# Justicia scansilis
Justicia scansilis är en akantusväxtart som först beskrevs av Carlos Toledo Rizzini, och fick sitt nu gällande namn av V.A.W. Graham. Justicia scansilis ingår i släktet Justicia och familjen akantusväxter. Inga underarter finns listade i Catalogue of Life.